# Michal Blažek
Michal Blažek (Vsetín, 1982. április 2.–) cseh profi jégkorongozó.

## Pályafutása
Komolyabb junior karrierjét a cseh extraligában az U20-asok között kezdte 1999–2000-ben a HC Vsetin csapatában. Ebben a szezonban 42 mérkőzésen három asszisztot adott. 2000-ben részt vett az U18-as jégkorong-világbajnokságon, ahol hat mérkőzést játszhatott és kettő gólpasszt jegyzett. 2000–2003 között a HC Vsetin U20-as csapatának volt a tagja. A 2001-es NHL-drafton a Dallas Stars kiválasztotta őt a hatodik kör 167. helyén. A National Hockey League-ben sosem játszott. 2002–2003-ban bemutatkozott a cseh extraliga felnőtt korosztályában egy mérkőzésen. 2003–2004-ben nem játszott. 2004–2006 között a cseh másodosztályban szerepelt a HC Bobři Valašské Meziříčí csapatában. A következő idényben a francia divízió-1-es HC Limoges-ben játszott három mérkőzést. Utoljára a cseh HC Bobři Valašské Meziříčí csapatának volt a kerettagja.